# 阿卜杜勒拉·阿姆里
阿卜杜勒拉·阿姆里（阿拉伯语：‎；1997年1月15日—）是沙特阿拉伯的职业足球运动员，司职后卫，现效力于沙特阿拉伯职业足球联赛的伊蒂哈德（艾納斯外借），他也代表沙特阿拉伯国家足球队参加国际比赛。

## 荣誉
艾納斯
- 沙特超级盃冠軍：2019、2020
- 阿拉伯球會冠軍盃冠軍：2023[8]